# Аболиньш, Антон Антонович
Антонин Антонович Аболиньш (25 марта [7 апреля] 1909 — не ранее 1956) — советский борец классического стиля, чемпион (1945) и бронзовый призёр (1947) чемпионатов СССР. Увлёкся борьбой в 1938 году. В 1949 году выполнил норматив мастера спорта СССР. Участвовал в семи чемпионатах СССР (1945—1956). Выступал в средней весовой категории (до 79 кг).

## Спортивные результаты
- Чемпионат СССР по классической борьбе 1945 года — ;
- Чемпионат СССР по классической борьбе 1947 года — ;